# Dungarvan
Dungarvan was tot 2014 de hoofdstad van het Ierse graafschap Waterford. De plaats telt 7.220 inwoners.

## Geboren
- Ernest Walton (1903-1995), natuurkundige en Nobelprijswinnaar (1951)